# Соколовское (Башкортостан)
Соколовское (баш. Соколовка) — деревня в Благовещенском районе Республики Башкортостан Российской Федерации. Входит в состав Ильино-Полянского сельсовета.

## География

### Географическое положение
Расстояние до:
- районного центра (Благовещенск): 30 км,
- центра сельсовета (Ильино-Поляна): 16 км,
- ближайшей ж/д станции (Загородная): 43 км.

## Население
| 2002 | 2009 | 2010 |
| ---- | ---- | ---- |
| 76   | →76  | ↘63  |

Согласно переписи 2002 года, преобладающая национальность — русские (89 %).